# Colaptes rupicola
El carpintero andino (Colaptes rupicola), también conocido como pitío del norte es una especie de pájaro carpintero de América del Sur. 

## Hábitat
Se encuentra en pastizales, matorrales y bosques de Polylepis en altitudes de 2,000-5,000 metros (6,600-16,000 pies) en los Andes del sur del Ecuador hasta el norte de Chile y el noroeste de Argentina. 

## Comportamiento
Junto con a Colaptes campestris y Geocolaptes olivaceus, son los únicos pájaros carpintero en gran parte terrestre. En las zonas andinas altas, los pobladores suelen sentir constante fastidio con estas aves, por diferentes razones como el daño a los cultivos y el agujereamiento a las casas (por la misma razón de que allí las construcciones son de adobe , barro u otros materiales frágiles) , recurriendo algunos al intento de caza de esta especie usando trampas artesanales. Aun así esta ave no enfrenta mayores amenazas , manteniendo poblaciones estables dentro de su rango de distribución por lo que se le considera  como una especie bajo preocupación menor según la UICN.